# Pianeti extrasolari confermati della costellazione della Giraffa

Mappa della costellazione della Giraffa

Di seguito un prospetto degli esopianeti confermati appartenenti alla costellazione della Giraffa
Questa lista è aggiornata al 16 dicembre 2017, ed è basata sul database dell'Enciclopedia dei Pianeti Extrasolari (EPE). Per le stelle ospitanti con più nomenclature possibili è stata scelta quella di maggiore utilizzo comune, e ciò risulta in alcune incongruenze di nomenclatura tra questa voce e l'EPE, oltre alla correzione di alcuni refusi. Ogni pianeta è elencato con i suoi principali parametri fisici, insieme ai dati essenziali della sua stella ospite. I dati con un asterisco indicano un parametro che è stato possibile stimare tramite semplici leggi matematiche: gli spettri stellari per confronto con stelle molto simili, mentre periodi e semiassi utilizzando le leggi di Keplero. Alcuni dati qui elencati mancano nella Enciclopedia, ma sono stati trovati su altre pubblicazioni.
Le stelle sono ordinate inserendo per prime quelle che hanno la nomenclatura di Bayer (le lettere greche, es.β Cnc), poi quelle recanti un numero prima della sigla della costellazione (es. 70 Vir) e poi quelle che hanno una o due lettere maiuscole prima della sigla della costellazione (es. RR Cae).
A seguire i vari cataloghi stellari, in ordine strettamente alfabetico, dando la precedenza alle sigle che iniziano per un numero (es. 2M 2140+16 è posto prima di BD+48 738).

## Contatore
Sono presenti 12 pianeti confermati in 12 sistemi stellari (0 multipli).